# John Carroll (basket-ball)
Pour les articles homonymes, voir John Carroll et Carroll.
John Carroll   est un ancien entraîneur américain de basket-ball. Il a été l'entraîneur principal des Celtics de Boston lors de la saison 2003-2004.